# 亞倫比大橋
亞倫比大橋（英語：Allenby Bridge；希伯來語：‎，羅馬化：Gesher Allenby）是一座橫跨約旦河、連接約旦河西岸（近耶利哥處）與約旦哈希姆王國卡拉梅的橋樑。
該橋由英國亞倫比將軍於1918年修造，故以之命名。
該橋目前是西岸與約旦之間唯一的陸路過境點，主要供西岸巴勒斯坦人出入境。該橋在2023年以色列與哈馬斯戰爭期間曾被關閉。
大橋的約旦一邊設有約旦銀行分行，用於貨幣找換。

## 外部連結
- US Consular Information Sheet - Jordan
- US Consular Information Sheet - Israel, the West Bank and Gaza
- Crossing the River Jordan (Jordan River Foundation)
- Allenby Border Terminal info （页面存档备份，存于）
- Original bridge, circa 1893, burnt by the Turks during WWI （页面存档备份，存于）